# Bogdan Walczak
Bogdan Walczak (ur. 17 lutego 1942 w Miłosławiu, zm. 1 lutego 2022 w Poznaniu) – polski językoznawca, polonista, slawista, profesor nauk humanistycznych, prorektor Uniwersytetu im. Adama Mickiewicza w Poznaniu. Historyk języka, popularyzator zagadnień językoznawczych i normatywistycznych, zwłaszcza z zakresu kultury języka.

## Życiorys
Ukończył filologię polską na UAM w Poznaniu. W 1990 obronił rozprawę habilitacyjną Słownik wileński na tle dziejów polskiej leksykografii. W 1996 uzyskał tytuł profesora nauk humanistycznych.
Kierował pracami naukowo-badawczymi: Współczesna Serbsko-Chorwacko-Polska Polsko-Serbsko-Chorwacka leksykografia – Próba analizy (2002) oraz Regionalizmy leksykalne w słownikach doby nowopolskiej (2009).
Pracował na Uniwersytecie w Lyonie jako lektor języka polskiego. Następnie pełnił funkcję zastępcy dyrektora Letniej Szkoły Kultury i Języka Polskiego. Piastował funkcję dziekana Wydziału Filologii Polskiej i Klasycznej, prorektora ds. ogólnych Uniwersytetu im. Adama Mickiewicza oraz wiceprezesa Poznańskiego Towarzystwa Przyjaciół Nauk. Był zatrudniony również na Uniwersytecie Szczecińskim oraz w Akademii im. Jakuba z Paradyża w Gorzowie Wielkopolskim i Łużyckiej Wyższej Szkole Humanistycznej im. Jana Benedykta Solfy w Żarach.
Członek Centralnej Komisji do Spraw Stopni i Tytułów w Sekcji I – Nauk Humanistycznych i Społecznych, Komitetu Językoznawstwa Polskiej Akademii Nauk i zarządu Polskiego Komitetu Międzynarodowej Organizacji Unifikacji Neologizmów Terminologicznych.
Pochowany na Cmentarzu Miłostowo w Poznaniu.

## Publikacje
Dorobek naukowy Bogdana Walczaka obejmuje kilkaset publikacji z zakresu językoznawstwa ogólnego i slawistycznego, współczesnego języka polskiego, kultury języka, historii języka polskiego, leksykografii, gramatyki historycznej i onomastyki. Jest autorem publikacji: Między snobizmem i modą a potrzebami języka, czyli o wyrazach obcego pochodzenia w polszczyźnie (1987), Słownik wileński na tle dziejów polskiej leksykografii (1991), Zarys dziejów języka polskiego (1995). Współautor książek: Na końcu języka: poradnik leksykalno-gramatyczny (1992), Słownik gwary miejskiej Poznania (1997).

## Nagrody
Uhonorowany m.in.: Brązowym i Złotym Krzyżem Zasługi, Medalem Komisji Edukacji Narodowej, Odznaką Honorową Miasta Poznania, odznaką honorową „Za Zasługi w Rozwoju Województwa Poznańskiego”, Medalem Towarzystwa „Polonia”. W 2016 otrzymał doktorat honoris causa Uniwersytetu Pedagogicznego w Krakowie.